# Ultimul avatar al lui Tristan
Ultimul avatar al lui Tristan este o povestire științifico-fantastică  a scriitorului român Vladimir Colin. A apărut în 1966 în colecția de povestiri Viitorul al doilea de la Editura Tineretului.   A fost tradusă în 1971 în limba germană ca Die letzte Verwandlung des Tristan (în colecția Die Ratte im Labyrinth) și în 1974 în limba franceză ca Le dernier avatar de Tristan și publicată în colecția de povestiri Les dents de Chronos (editura Robert Laffont).

## Prezentare
Explorează tema unui spațiu-timp în patru dimensiuni. Tristan Bătrânul este un alchimist francez din secolul al XVI-lea care pentru a găsi piatra filozofală face pact cu un prinț promițându-i că va transforma metalele în aur. După ce descoperă secretul, Tristan fuge în a patra dimensiune (timpul) ca să scape de furia prințului.